# Berry Arends
Berry Arends (Arnhem, 8 oktober 1967) is een Nederlands voormalig profvoetballer.
Op vijftienjarige leeftijd werd hij gescout door N.E.C. waarna hij in 1985 zijn debuut maakte in het eerste team. Van 1985 tot 1989 speelde hij 91 duels (waarvan 79 competitiewedstrijden), waarin hij 7 keer scoorde. In 1989 vertrok hij naar Helmond Sport, waar hij twee seizoenen zou blijven. Van 1991 tot 1998 kwam Arends uit voor TOP Oss in de eerste divisie.
Na zijn profcarrière speelde de aanvaller een seizoen bij amateurclub GVVV en twee seizoenen bij SV Hatert uit Nijmegen.
Arends was gedurende twee seizoenen speler/trainer bij de Sportclub N.E.C. en later drie seizoenen lang hoofdtrainer van SV Angeren. Hiermee stopte hij aan het eind van het seizoen 2008/09 om zich te richten op de trainerscursus TC I.
In het seizoen 2011/2012 hervatte Arends zijn trainerscarrière bij vijfdeklasser GVA. Na dit seizoen vertrok hij naar de vierdeklasser Spero te Elst. Daar wordt hij medio 2015 opgevolgd door Gerrit-Jan Barten. In het seizoen 2015/16 was Arends assistent-trainer bij Jong Achilles '29. Arends woont in Angeren. Arends was jeugdtrainer van Achilles'29 en SV Angeren.